# Кібер Енакін
Кібер-Енакін (також відомий під ніком cyberanakinvader) — псевдонім комп'ютерного хактивіста, який назвав себе на честь Енакіна Скайвокера, персонажа «Зоряних воєн».

## Історія

### Рання історія
17 липня 2014 року в повітряному просторі України на тлі Війна на Донбасі був збитий літак Малайзійських авіаліній рейс 17. На той час Кібер-Енакін був школярем, який «робив домашнє завдання з математики», коли вперше почув про катастрофу по Інтерфакс; в інтерв'ю він заявив, що до інциденту просто хотів бути схожим на канадського співака Джастіна Бібера, щоб йому не доводилося робити шкільні домашні завдання, хоча те, ким він насправді став, — це «набагато менш невинна історія». Спочатку після катастрофи він сподівався, що літак принаймні благополучно приземлиться, як це сталося з рейсом 902 Korean Air Lines, і навіть був готовий пробачити винних у падінні літака, якщо це виявиться результатом людської помилки. Однак російські представники почали заперечувати свою причетність до катастрофи, що призвело до того, що Кібер-Енакін почав мстити Росії замість неї. Ще два роки після падіння MH17 Кібер-Енакін не міг нічого зробити, оскільки йому «не вистачало знань». Більше того, емоційний перелом стався у 2015 році, під час голосування проекту резолюції ООН S/2015/562, яка закликала до створення міжнародного трибуналу для розслідування катастрофи, на який на той час Постійний представник Росії при ООН наклав право вето в Раді Безпеки Організації Об'єднаних Націй Віталій Чуркін.
У 2016 році з метою відплати Росії та після вивчення методів хакерського злому Кібер Енакін, який на той час був підлітком, почав атакувати російські веб-сайти та бази даних, включаючи новинний сайт та провайдера електронної пошти km.ru та ігрову компанію Nival Networks. Інформація, отримана під час зломів, включала дати народження, зашифровані паролі та географічне розташування. У випадку з сайтом km.ru були отримані секретні питання та відповіді на них. Постраждали 1,5 мільйона осіб, а витоки були каталогізовані за допомогою Розподілена відмова від секретів.
Порушення даних на сайтах km.ru та Nival підтвердив дослідник комп'ютерної безпеки Трой Хант. У подальшому інтерв'ю інтернет-виданню VICE Motherboard, Кібер Енакін заявив, що здійснив ці зломи в якості помсти за те, що росіяни спричинили катастрофу MH17.
Зрештою Латвія: незалежний новинний сайт Meduza використав зміст витоку даних KM.RU, щоб встановити особу людини, яка переслідувала шахісток з різних країн, таких як Росія, Казахстан та Індія, надсилаючи їм листи, що містили використані презервативи.

### Діяльність проти Північної Кореї
У 2018 році, у відповідь на вбивство Кім Чен Нама, Кібер-Енакін скористався помилкою на пропагандистському сайті Північної Кореї ournation-school.com, який помилково посилався на неіснуючий акаунт у Twitter @juche_school1 замість його реального офіційного профілю @juche_school (без цифри 1). В якості «першоквітневого розіграшу» він зареєстрував підроблений обліковий запис під цим пустим іменем користувача та розмістив численні антикорейські пропагандистські повідомлення, в тому числі неприємні зображення та непристойні образи на адресу Кім Чен Ина. Крім того, Кібер-Енакін стверджував, що зламав веб-сайт американського відділення Корейської асоціації дружби, прорежимної групи, яка публікує пропхеньянські статті та пропагує відпочинок у Північній Кореї. Згідно з каталогом веб-сайтів North Korea Tech, веб-сайт ournation-school.com управляється Відкритим університетом Кім Ір Сена, який викладає філософію Чучхе корейською мовою.

### Протидія Директиві Європейського Союзу про авторське право на єдиному цифровому ринку
Він також брав участь у поширенні повідомлень через телевізійні приставки на противагу статті 13 Директиви Європейського Союзу про авторське право на єдиному цифровому ринку. В інтерв'ю ZDNet він висловив побоювання, що запропонований фільтр «пропустить те, що не повинно пройти, і заблокує те, що повинно бути дозволено». Він також попередив, що Інтернет «стане нудним, похмурим місцем», якщо ЄП Аксель Фосс «доб'ється свого».

### Подальша діяльність
Після збиття літака рейс 752 Міжнародних авіаліній України Кібер Енакін псування сайту Організації водопостачання та енергетики Хузестан, Іран, розмістив імена жертв рейсу 752 на його веб-сторінці. Його національність була натякнута, але не підтверджена, що він був іранцем.
З 2019 року Кібер-Енакін брав участь у діяльності, яка отримала назву #FreeHKSaveKorea, використовуючи такі методи, як злом принтерів, з метою поширення пропозиції, що передбачає використання мирного плану, вперше запропонованого в книзі «Стоп Північній Кореї! Радикально новий підхід до вирішення північнокорейського протистояння», написаній колишнім професором Університет Інха Шепардом Айверсоном з метою спокусити уряд Китай, дозволивши Гонконг приєднатися до деяких або всіх п'яти вимог Гонконгські протести 2019-2020. У книзі він запропонував «викупити Північну Корею» за допомогою фонду в 175 мільярдів доларів для досягнення возз'єднання Корейського півострова. Незабаром після цього він був розповсюджений Анонімний хакерський колектив під час злому Організації Об'єднаних Націй.
У 2022 році, згідно з Тайванськими новинами, він заразився COVID-19 і в рамках п'ятиденної операції «Гнів Енакіна: Не час помирати», зламав комп'ютерні системи Китайська Народна Республіка, які включали урядові веб-сайти, системи управління сільським господарством, інтерфейси безпеки вугільних шахт, інтерфейси атомних електростанцій та супутникові інтерфейси, в якості актів відплати. Кібер-Енакін також залишив «сувенір» у вигляді пошкодженої сторінки в системах, яка містила прапори різних сепаратистські рухи в Китаї, зокрема, Тибет, Тайвань, Східний Туркестан, Південна Монголія, а також Чорний прапор Баухінії, що використовувався під час протести в Гонконзі 2019-2020. Крім того, «сувенір» містить меморіал Лі Веньляну, а також список відомих людей, які померли від COVID-19.

### 2022 Російське вторгнення в Україну
Тайваньські новини повідомили, що після того, як відбулося Російське вторгнення в Україну, діючи від імені децентралізованого хакерського колективу Anonymous, він пошкодив п'ять російських веб-сайтів, зокрема, сайт російського хеві-метал гурту «Арія», російський хокейний сайт, сайт любителів годинників Panerai, сайт баскетбольної команди та сайт освітньої організації, у День космонавтики, присвячений польоту космонавта Юрій Гагарін у космос на кораблі «Восток-1». Матеріали, розміщені на зламаних сайтах, включали спливаючі повідомлення на кшталт «Слава Україні! Слава захисникам» та «Відсутність моралі в орків викликає занепокоєння», відеоролики за участю Дарт Вейдер та пісню з «Зоряних воєн» «Імперський марш», онлайн-гру Roblox, дискотечну пісню «Бої кунг-фу», відеокліп «Кунг-фу», музичний кліп у стилі мандопоп «Fragile», виконання гімну України віолончелісткою Йо-Йо Ма, а також меми із зображенням персонажів у масці Гая Фокса та абревіатури «A. S.S.», що розшифровується як «Анонімна стратегічна підтримка». Крім того, хактивіст містить список «рішень післявоєнного врегулювання», запропонованих «Анонімусом»; серед прикладів — фінансова компенсація жертвам Рейс 17 Малайзійських авіаліній, створення Організація Об'єднаних Націй, Організація Об'єднаних Націй, Список територій, підконтрольних Україні. Перелік територій під управлінням тимчасової адміністрації ООН на окуповані території України, проведення референдуму щодо статусу таких територій, створення нейтрального поясу безпеки в регіоні, а також грошові репарації Україні на відбудову в розмірі не менше 70 мільярдів доларів США.

## Прийом
У вересні 2022 року в англомовній статті цієї особи у Вікіпедії стався конфлікт редагувань. У відповідь хакерська група Anonymous провела дефейсингові атаки на сайт Міністерства надзвичайних ситуацій Китаю, а також на системи приватної супутникової компанії «Minospace» через підозри, що призвідниками конфлікту редагувань є китайські агенти. Інцидент з хакерством набув широкого розголосу на Тайвань.